# キラ・ムラートワ
キラ・ヘオリーイナ・ムラートワ（ウクライナ語: Кіра Георгіївна Мура́това ; 英語: Kira Heorhiyivna Muratova ; 旧姓コロトコワ, 1934年11月5日 - 2018年6月6日）は、ソビエトとウクライナ国籍の映画監督、脚本家、女優。独得の監督スタイルはソビエト連邦時代にひんぱんに作品の検閲を受けるものの、20世紀後半以降は受賞を重ねた。
ムラートワは芸術家としてのキャリアのほとんどをオデッサで過ごし、地元のスタジオで主に地元の俳優を配役して映画制作にあたった。

## 略歴

### 幼少期から自立まで
キラ・コロトコワはルーマニアのソロカ（現在のモルドバ）出身で1934年生まれ、父はロシア人、母はルーマニア人、活発な共産主義者の両親はともに共産党員だった。父のユーリ・コロトコフは第二次世界大戦中に反ファシストのゲリラ活動（en）に身を投じルーマニア軍に逮捕され、尋問を受け銃殺刑に処された。戦後、キラを連れた婦人科医の母はブカレストに移り住むと、ルーマニア社会主義共和国政府の要職につく。
モスクワのゲラシモフ映画研究所（現・全ロシア映画大学）で監督を専門に学んだコロコトワは1959年に卒業後、郷里のベッサラビアに近い黒海沿岸港湾都市オデッサに移り、オデッサ映画スタジオ（en）で監督として働き始める。デビュー作を1961年に発表、主張の対立により1978年にはレニングラードに移る。レンフィルムのスタジオで映画を1本撮っただけでオデッサに戻った。
ムラートワの映画言語は社会主義リアリズムの規範に従わず、その特異性が絶えずソビエト当局の批判を買った。映画学者のイサ・ウィリンガー（英: Isa Willinger）はその形式をソビエト映画のアバンギャルド、特にエイゼンシュタインの〔魅力のモンタージュ〕と比較対照している。ムラートワはたびたび監督の仕事を禁じられ、数年単位で映画の現場から締め出されている。
1960年代初頭に、オデッサの同僚でスタジオ付き監督のオレクサンドル・ムラトフと結婚し、数本を共作した。夫妻は娘のマリアンナが生まれてまもなく離婚、一方のムラトフはキエフに移り、ドヴジェンコ・フィルム・スタジオで働き始める。ムラートワはレニングラードの画家兼映画セットデザイナーのエフゲニー・ゴルベンコと再婚後も姓をあらためていない。

### ソビエト崩壊を経て
1990年代に入るとムラートワは非常に生産的な時期を迎え、2、3年ごとに長編映画を撮影し、また何度か同じ俳優や制作陣と組んだ。女優ではレナータ・リットビナバ（en）とナタリア・ブスコの2人を多用した。つねにウクライナ、またはウクライナとロシアの共同制作としてロシア語で撮った。ユーロマイダン抗議運動とそれを継承した2014年のウクライナ革命を支持している。
ムラートワの映画作品は国際映画祭で封切り上映を重ね、ベルリン、カンヌ、モスクワ、ローマ、ヴェネツィアなどに招待された。現代ロシア語映画の最も特異な監督としてアレクサンドル・ソクーロフに次いで名が上がるのはムラートワである。その作品はポストモダンと見なされ、折衷主義とパロディ、不連続な編集、途切れとぎれのナレーション、あるいは視覚と音声の強烈な刺激を用いた。

### 評価と受賞

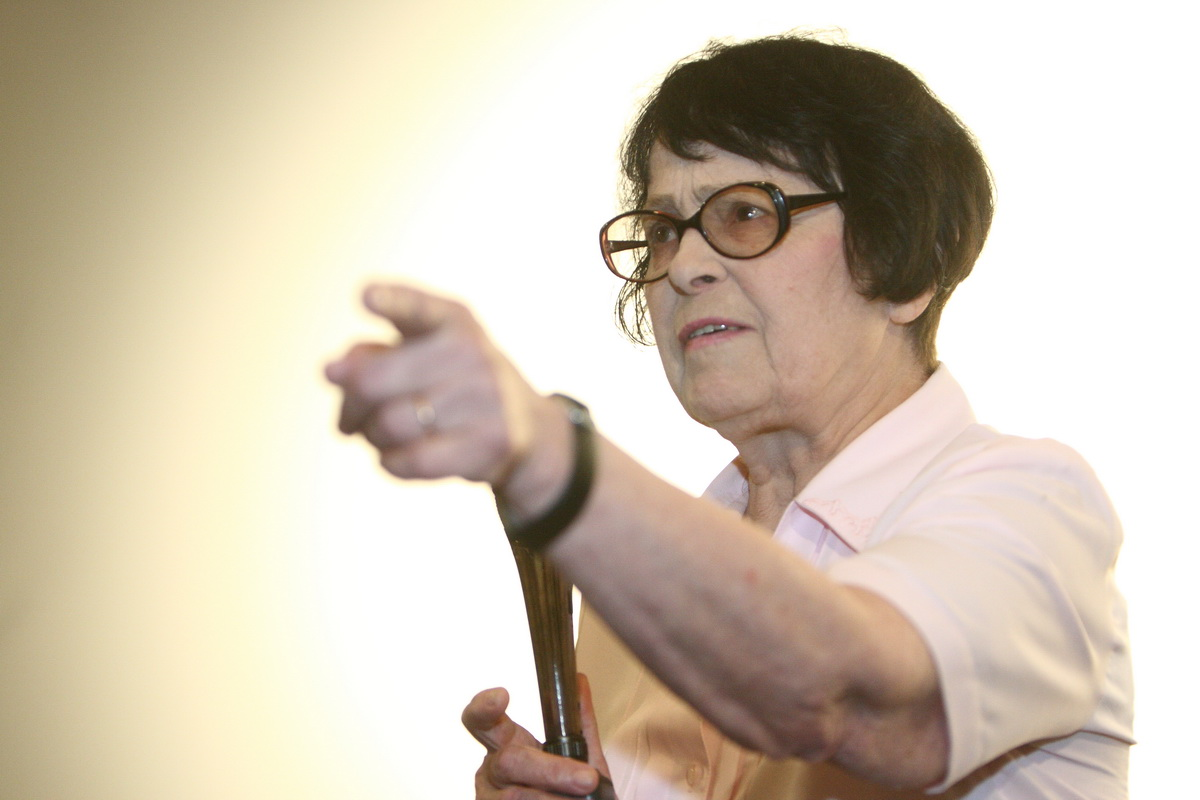
オデッサ国際映画祭で自らマスタークラスで講義するムラートワ（2010年）

ムラートワが有名になり評価を受けた時期は最初の受賞にも結びつくが「ペレストロイカ」の期間に限定され、その後は脚光を浴びないままであった。1988年にフランスの国際女性映画祭クレテイユ（en）は初めて全作品の回顧上映を催し、『灰色の石の中で』は同年の第41回カンヌ映画祭「ある視点部門」上映作に選ばれる。『アステニックシンドローム』（en）は1990年のベルリナーレで銀熊賞を受賞、ロカルノ国際映画祭（スイス・1994年）には永年の功績を称える名誉豹賞（en）を授けられ、アンドレイ・ワイダ自由賞（Andrzej Wajda Freedom Award）を贈られるのは2000年である。
『スリーストーリーズ』（仮題・en）は第47回ベルリン国際映画祭出品作（1997年）、『チェーホフのモチーフ』（仮題・en）は第24回モスクワ国際映画祭（2002年）に出品、『The Tuner』はヴェネツィア国際映画祭（2004年）で上映された。ロシアの映画賞「ニカ賞」は1991年、1995年、2005年、2007年、2009年、2013年に受賞実績がある。
回顧上映会はニューヨークのリンカーン・センターで2005年に実現し、2013年にはロッテルダム国際映画祭が全作品の上映を催した。

### 栄典
- Order of Prince Yaroslav the Wise（ヤロスラフ賢公勲章）
- Order of Friendship（友好勲章）
- People's Artist of Ukraine（ウクライナの人民芸術家）
- 1993年People's Artist of Ukraine（シェフチェンコ国民賞）

## フィルモグラフィー
| 発表年 | 原題                        | 邦題（英語の題名）                               | 監督 | 脚本 | 出演                 | 備考                             |
| ------ | --------------------------- | ------------------------------------------------ | ---- | ---- | -------------------- | -------------------------------- |
| 1961   | У Крутого Яра               | （By the Steep Ravine ）（en）                   |      | Yes  | Yes                  | Aleksandr Muratovと共作          |
| 1964   | Наш честный хлеб            | （Our Honest Bread ）（en）                      |      | Yes  | Agapa役              | Aleksandr Muratovと共作          |
| 1967   | Короткие встречи            | （Brief Encounters ）（en）                      | Yes  | Yes  | Valentina Ivanovna役 |                                  |
| 1971   | Долгие проводы              | （The Long Farewell ）（en）                     |      | Yes  |                      |                                  |
| 1972   | Россия                      | （Russia）                                       |      |      |                      | 記録映画、Theodore Holcombと共作 |
| 1978   | Познавая белый свет         | Getting to Know the Big, Wide World （en）       |      | Yes  | Yes                  |                                  |
| 1983   | Среди серых камней          | 灰色の石の中で（Among Grey Stones）              |      | Yes  |                      | 大幅な検閲を受け自ら放棄         |
| 1987   | Перемена участи             | （Change of Fate）（赤リンク）                   |      | Yes  | Yes                  |                                  |
| 1989   | Астенический синдром        | （The Asthenic Syndrome ）（en）                 |      | Yes  | Yes                  |                                  |
| 1992   | Чувствительный милиционер   | （The Sentimental Policeman ）（en）             |      | Yes  | Yes                  |                                  |
| 1994   | Увлеченья                   | （Passions ）（en）                              |      | Yes  |                      |                                  |
| 1997   | Три истории                 | （Three Stories ）（en）                         |      | Yes  |                      |                                  |
| 1999   | Письмо в Америку            | （Letter to America）                            |      | Yes  |                      | 短編                             |
| 2001   | Второстепенные люди         | （Minor People ）（赤リンク）                    |      | Yes  | Yes                  |                                  |
| 2002   | Чеховские мотивы            | （Chekhov's Motifs ）（en）                      |      | Yes  | Yes                  |                                  |
| 2004   | Настройщик                  | （The Tuner ）（en）                             |      | Yes  | Yes                  |                                  |
| 2005   | Справка                     | （Certification）                                |      | Yes  |                      | 短編                             |
| 2006   | Кукла                       | （Dummy）                                        |      | Yes  |                      | 短編                             |
| 2007   | Два в одном                 | （Two in One ）（en）                            |      | Yes  |                      |                                  |
| 2009   | Мелодия для шарманки        | （Melody for a Street-organ ）（赤リンク）       |      | Yes  | Yes                  |                                  |
| 2012   | Вечное возвращение. Кастинг | （Eternal Redemption: The Casting ）（赤リンク） |      | Yes  | Yes                  |                                  |

## 著作
芸術のパトロンであったユーリ・コメルコフ（en）主導により、アトラントUMCはキラ・ムラートワの作品集をアルバムにまとめ出版している。撮影者Konstantin Doninは映画『Two-in-one』の映画レポーターに扮すると、映画セットのフレームにこだわって撮影した。
2005年、I・B・タウリスはムラートワの人生と作品に関する研究成果をKINOfiles Filmmakersのコンパニオンシリーズとして出版した。